# جکی شروف
جکی شروف یکی از بازیگران باسابقهٔ هندوستان است. وی در یک خانوادهٔ کم‌بضاعت زاده شد.
وی قبل از بازیگری مدل تبلیغات بود.
از فیلم‌هایی که وی در آن نقش داشته است می‌توان به عشق و جنون اشاره کرد.

## فیلم‌شناسی
فهرست برخی از فیلم‌هایی که جکی شروف در آن‌ها به ایفای نقش پرداخته است:
- زندگی در مستی-۲۰۲۳
- زندگی خوب-۲۰۲۲
- روح تلفنی-۲۰۲۲
- سپر ملی-۲۰۲۱
- سلام چارلی-۲۰۲۱
- شورشی ۳-۲۰۲۰
- سوریاوانشی-۲۰۲۰
- رادهه-۲۰۲۰
- حکومت-۲۰۱۹
- بیگیل-۲۰۱۹
- ساهو-۲۰۱۹
- رومئو اکبر والتر-۲۰۱۹
- بهارات-۲۰۱۹
- دختر شیطان-۲۰۱۹
- جوخه-۲۰۱۸
- نابغه- ۲۰۱۷
- سرکار ۳- ۲۰۱۷
- خانه شلوغ ۳-۲۰۱۶
- احساس-۲۰۱۵
- برادران-۲۰۱۵
- هر زمان پول-۲۰۱۵
- سیاست کثیف-۲۰۱۵
- چهره-۲۰۱۵
- گروه ارواح -۲۰۱۴
- کوچادایان-۲۰۱۴
- سال نو مبارک -۲۰۱۴
- موج ۳ -۲۰۱۳
- مهاباراتا -۲۰۱۳
- سوپر مدل -۲۰۱۳
- تیراندازی در وادالا-۲۰۱۳
- داها بولونگا -۲۰۱۳
- در عدس مقداری سیاهی وجود دارد-۲۰۱۲
- آنا باند-۲۰۱۲
- فصل جنگل -۲۰۱۱
- پنجه-۲۰۱۱
- قدرت-۲۰۱۱
- ویر-۲۰۱۰
- یک ثانیه می‌تواند زندگی شما را تغییر دهد؟-۲۰۱۰
- یک مالک-۲۰۱۰
- کشاورز-۲۰۰۹
- مرد شماره یک-۲۰۰۹
- راز ۲ -۲۰۰۹
- هری پوتار: کمدی ترسناک-۲۰۰۸
- مخبر-۲۰۰۸
- آتش‌بازی-۲۰۰۷
- اکلاویا-۲۰۰۷
- آخر حماقت-۲۰۰۷
- نقشه-۲۰۰۶
- دویدن در پیرامون-۲۰۰۶
- رؤیای ما پول است -۲۰۰۶
- آسترام-۲۰۰۶
- روح عمو-۲۰۰۶
- شادی-۲۰۰۵
- انترمحال-۲۰۰۵
- برای اینکه-۲۰۰۵
- جنجال-۲۰۰۴
- آن-۲۰۰۴
- دوباره-۲۰۰۴
- شاهین: یک پرنده در خطر است-۲۰۰۳
- یک به‌علاوه یک میشه یازده-۲۰۰۳
- بوم-۲۰۰۳
- زمان-۲۰۰۳
- ۳ دیوار-۲۰۰۳
- دوداس -۲۰۰۲
- پدر -۲۰۰۲
- آتش و باران-۲۰۰۲
- آیا این عشق است؟-۲۰۰۲
- ملاقات -۲۰۰۲
- بیمناکی-۲۰۰۱
- راهنمای مالاگا-۲۰۰۱
- یک به‌علاوه دو می‌شه چهار-۲۰۰۱
- خاطرات-۲۰۰۱
- این فقط یک رؤیای کوچک است-۲۰۰۱
- وظیفه-۲۰۰۱
- سانسور-۲۰۰۱
- گرفتگی-۲۰۰۱
- عملیات کشمیر-۲۰۰۰
- یه وقت عاشق نشی-۲۰۰۰
- نبرد-۲۰۰۰
- پناهنده -۲۰۰۰
- گنگ -۲۰۰۰
- آتش فقط آتش-۱۹۹۹
- گل و آتش-۱۹۹۹
- فقط تو-۱۹۹۹
- عاشق شدی-۱۹۹۹
- فقط تو-۱۹۹۹
- کوهرام-۱۹۹۹
- فشنگ-۱۹۹۹
- بی‌نام و نشان-۱۹۹۹
- پیوند-۱۹۹۸
- گاهی نه گاهی-۱۹۹۸
- یام‌راج-۱۹۹۸
- یوگپوروش-۱۹۹۸
- استاد در بین همه استادان-۱۹۹۸
- گاهی نه گاهی-۱۹۹۸
- ۲۰۰۱: دو هزار یک-۱۹۹۸
- جان جیگر-۱۹۹۸
- شیطان-۱۹۹۸
- بهبودی هفته-۱۹۹۸
- کلاه مخفیانه-۱۹۹۸
- سوگند-۱۹۹۷
- ویشواودهاتا-۱۹۹۷
- مرز-۱۹۹۷
- حالا یا هیچ‌وقت-۱۹۹۷
- دشمنی-۱۹۹۶
- شاهد آتش است-۱۹۹۶
- خط قرمز-۱۹۹۶
- بازگشت دزد جواهرات-۱۹۹۶
- کتاب مقدس رام-۱۹۹۵
- رنگارنگ-۱۹۹۵
- خدا و تفنگ-۱۹۹۵
- میلان-۱۹۹۵
- سه‌گانگی-۱۹۹۵
- بدل‌کاری-۱۹۹۴
- ۱۹۴۲: یک داستان عاشقانه-۱۹۹۴
- چهارراه-۱۹۹۴
- هستی-۱۹۹۳
- شرور-۱۹۹۳
- گردش-۱۹۹۳
- این فقط قلب است-۱۹۹۳
- آینه-۱۹۹۳
- ملکه زیبایی و شاه دزد-۱۹۹۳
- عموی شاه-۱۹۹۳
- شطرنج-۱۹۹۳
- دیوانه عشق-۱۹۹۲
- افسر پلیس-۱۹۹۲
- موسیقی-۱۹۹۲
- رویاهای ساجن-۱۹۹۲
- آتش-۱۹۹۲
- لاکشمن رکها-۱۹۹۱
- تنها-۱۹۹۱
- سوداگر -۱۹۹۱
- ۱۰۰ روز-۱۹۹۱
- مردی از سنگ-۱۹۹۰
- بگذار زندگی کند -۱۹۹۰
- برده یک کشور آزاد-۱۹۹۰
- قرض شیر-۱۹۹۰
- شماره پدر، پسر شماره ده-۱۹۹۰
- سکه -۱۹۹۰
- تسلط بر حقیقت -۱۹۸۹
- رام لاکان -۱۹۸۹
- پرنده -۱۹۸۹
- من دشمن تو هستم-۱۹۸۹
- سه‌گانگی-۱۹۸۹
- بازار سیاه-۱۹۸۹
- یکسان-۱۹۸۹
- ما هم انسان هستیم-۱۹۸۹
- آخرین دادگاه-۱۹۸۸
- خیابان چاپ-۱۹۸۷
- آتش دل-۱۹۸۷
- زبان مرد-۱۹۸۷
- شمال و جنوب -۱۹۸۷
- ای کاش -۱۹۸۷
- کارما-۱۹۸۶
- الله رکا-۱۹۸۶
- آستانه-۱۹۸۶
- پالی خان-۱۹۸۶
- خطوط کف دست-۱۹۸۶
- دین من-۱۹۸۶
- عدالت شیوا-۱۹۸۵
- جواب من-۱۹۸۵
- عزیزم-۱۹۸۵
- پول این پول-۱۹۸۵
- عصر امروز-۱۹۸۵
- مهربانی تو-۱۹۸۵
- جنگ-۱۹۸۵
- داخل و خارج-۱۹۸۴
- دلاور -۱۹۸۳
- پدربزرگ صاحب-۱۹۸۲

## نگارخانه

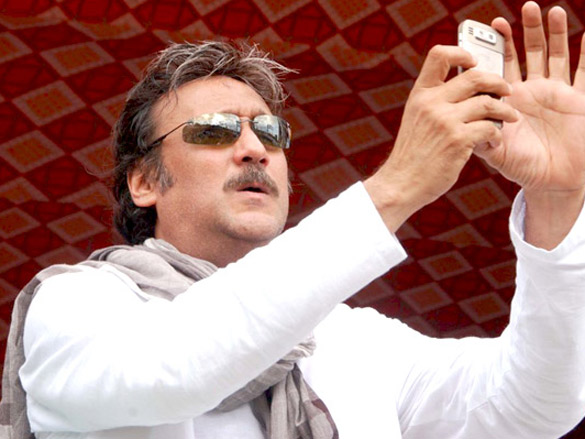
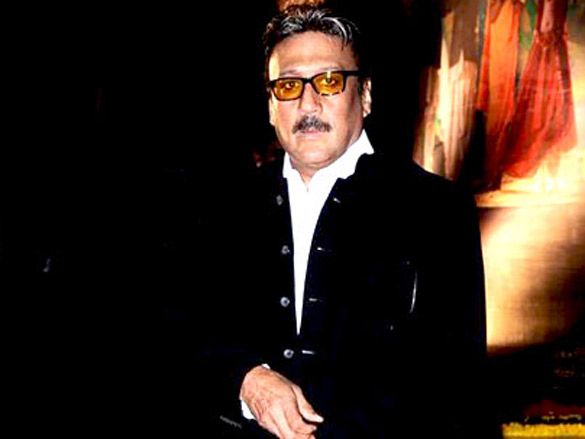